# Kayke Rodrigues
Kayke Moreno de Andrade Rodrigues (født 1. april 1988 i Brasília) er en brasiliansk fodboldspiller, som pr. 2023 spiller for den brasilianske klub Chapecoense på udlån fra Sport Recife. Hans position på banen er angriber, men kan også bruges som en kantspiller. Kayke har i sin karriere spillet i mange klubber, i Skandinavien for bl.a. AaB i Superligaen og Tromsø IL i Tippeligaen.

## Karriere
Kayke startede sin ungdomskarriere i den brasilianske klub Flamengo, hvor han er den ungdomsspiller, der har scoret flest mål, nogensinde.. Siden da var Kayke forbi de to brasilianske klubber Vila Nova og Venda Nova, hvor han fra sidstnævnte blev udlejet til først svenske BK Häcken i foråret 2010, senere norske Tromsø IL i efteråret 2010 og til sidst Superliga-klubben AaB i foråret 2011. Kayke skrev efterfølgende under på en 2-årig aftale med AaB, gældende fra 1. september 2011..
Siden Kayke forlod Aab har han spillet i mange forskellige klubber, og spiller i øjeblikket i brasilianske Associação Chapecoense de Futebol.